# Ossenbloed (drank)
Ossenbloed (Duits: Ochsenblut) was een specialiteit in het beroemde café Blutgericht in Koningsbergen. Dit was champagne gemengd met een goede scheut rode Bourgogne-wijn. De geliefde drank dankt zijn naam aan de kleur ossenbloed. 